# Jesús Ruiz Suárez
Jesús Ruiz Suárez (Esplugas de Llobregat, 20 de enero de 1997), más conocido como Chus Ruiz, es un futbolista español que juega como guardameta en el Racing Club de Ferrol de la Segunda División.

## Trayectoria
Nacido en Esplugas de Llobregat, comienza en el fútbol en las canteras de UE Cornellà y RCD Espanyol.
En la temporada 2016-17, regresa al UE Cornellà para jugar en la Segunda División B de España, donde jugó tres partidos.
En la temporada 2017-18, firma por la UD Ibiza de la Tercera División de España.
En la temporada 2018-19, firma por el SD Tarazona de la Tercera División de España.
El 18 de junio de 2019, Jesús llega al RCD Mallorca, para reforzar su filial de la Tercera División de España. Durante la temporada 2019-20, iría convocado en un par de ocasiones con el primer equipo mallorquín, sin llegar a debutar.
El 31 de agosto de 2020, regresa a la SD Tarazona, pero unas semanas más tarde, el 18 de septiembre de 2020 se compromete con la AD Alcorcón "B" de Tercera División de España. Además, en la temporada 2020-21 se convertiría en el tercer portero de la Agrupación Deportiva Alcorcón de la Segunda División.
Tras temporada y media en la Agrupación Deportiva Alcorcón, el 6 de febrero de 2022, hace su debut en la Segunda División, en un encuentro que acabaría por derrota por tres goles a uno frente al Burgos CF.
El 2 de julio de 2024, firma por el Racing Club de Ferrol de la Segunda División.

## Clubes
| Club                  | País   | Año             |
| --------------------- | ------ | --------------- |
| UE Cornellà           | España | 2016-2017       |
| UD Ibiza              | España | 2017-2018       |
| SD Tarazona           | España | 2018-2019       |
| RCD Mallorca B        | España | 2019-2020       |
| SD Tarazona           | España | 2020            |
| AD Alcorcón "B"       | España | 2020-2022       |
| AD Alcorcón           | España | 2022-2024       |
| Racing Club de Ferrol | España | 2024-actualidad |